# Audi A8
Pour les articles homonymes, voir A8.
L'Audi A8 est une limousine construite par la marque allemande Audi. La gamme Audi A8 est la gamme la plus luxueuse (pour les berlines) proposée par Audi. L'Audi A8 succède à l'Audi V8. La Mercedes Classe S, la Jaguar XJ, et la BMW Série 7 ainsi que la Lexus LS sont les principales concurrentes de l'Audi A8. Elle est comparable à sa cousine la Volkswagen Phaeton sauf que la carrosserie est en aluminium. La première génération d'Audi A8 est apparue en 1994 sous le nom de code A8 D2. La deuxième génération d'A8 (D3) est apparue en 2002. La troisième génération d'A8 (D4) est apparue en 2010. La quatrième et actuelle génération (D5) est commercialisée depuis 2017.

## Audi A8 D2 (1994-2002)

### Phase 1
La A8 est dotée d'un moteur V8 de 4,2 L développant 300 ch à 6 600 tr/min (couple : 400 N m à 3 500 tr/min), et d'une boîte manuelle à six rapports dans un premier temps, puis d'une boîte Tiptronic à cinq rapports à partir de 1997.
En 1997 arrive une version Diesel TDI avec le moteur 2,5 L de 150 ch (couple : 310 N m à 1 500 tr/min). Ainsi équipé, ce modèle est capable de réaliser 1 000 km avec un plein.
Les modèles 2,5 L Diesel, 2,8 L et 3,7 L essence sont disponibles en version deux et quatre roues motrices. Les autres modèles sont obligatoirement des Quattro.

### Phase 2
En 1999 l'A8 voit un léger restylage esthétique. Les modifications sont surtout d'ordre technique : la motorisation V8 3,7 L passe à 260 ch (couple : 350 N m à 3 250 tr/min), le V8 4,2 L passe à 310 ch (couple : 410 N m à 3 300 tr/min) et la S8 passe à 360 ch à 7 000 tr/min (couple : 430 N m à 2 300 tr/min). Ces trois motorisations passent également à cinq soupapes par cylindre. Seules VAG et Ferrari ont alors recours à cette technique pour leurs moteurs.
En 2000, c'est le 2,5 L TDI qui passe à 180 ch (couple : 370 N m à 1 500 tr/min). L'an 2000 marque également l'arrivée d'un V8 TDI de 3,3 L affichant une puissance de 225 ch (couple : 480 N m à 1 800 tr/min). Ce V8 Diesel ne recourt pas aux traditionnels injecteurs pompes, il se dote d'une rampe commune. Seule la boîte Tiptronic à cinq rapports est disponible sur cette version.
En 2001 arrive un « monstre » : le moteur W12 de 6 litres affichant une puissance de 420 ch à 6 000 tr/min (couple : 550 N m à 4 250 tr/min) uniquement avec la boite Tiptronic à cinq rapports. Il s'agit d'un assemblage de deux VR6 d'origine VW. Il réalise le 0 à 200 km/h en 20,5 secondes, soit trois secondes de mieux que la S8 et le même temps que la Chevrolet Corvette C5. Avec cette motorisation, l'Audi A8 est alors la berline de série la plus puissante du monde pour son époque dépassant ainsi en puissance l'Audi RS4 (380 ch) et la BMW M5 (400 ch).

## Audi A8 D3 (2002-2010)

### Phase 1
Une nouvelle version (D3) de l'Audi A8 est officiellement présentée au Salon de Détroit en janvier 2003. Comme l'ensemble de la gamme, en 2004, l'Audi A8 reçoit la dernière version de la calandre trapézoïdale Audi, nommée « Single Frame ». Les optiques de phares ont également été revues, le tout donnant un aspect plus élégant à cette grosse berline.
L'Audi A8 dispose de nombreuses techniques comprenant entre autres le double vitrage, le téléphone, le toit coulissant en verre, l’éclairage Xénon Plus, des jantes de 19 pouces en aluminium, le Bose Surround Sound et le capot de coffre à commande automatique. Des équipements présents également sur la version rallongée en hauteur et longueur baptisée « A8 Limousine ».
Côté performances, la gamme A8 propose la technique de transmission intégrale Quattro de série. L'Audi A8 s'affiche avec des moteurs d'une puissance minimale de 233 ch pour un moteur V6 Diesel de 3 L développant jusqu'à 350 ch pour sa version V8 essence 4,2 L. Déjà précurseur pour son châssis en aluminium, l'Audi est la première berline du haut de gamme à proposer un moteur essence à injection directe. Les performances sont impressionnantes avec une vitesse maximale de 250 km/h (limitée électroniquement), une accélération importante pour une consommation moyenne limitée (10,9 litres aux 100 km avec le V8 4,2 FSI de 350 chevaux).

### Phase 2
L'Audi A8 s'offre cependant en 2007 un restylage, qui demeure cependant léger. On remarquera ainsi de nouvelles barrettes verticales et chromées sur la calandre. Quant aux anti-brouillards, ils sont désormais de forme rectangulaire. On constate également l'apparition de répétiteurs de clignotants dans les rétroviseurs (déjà présents sur l'Audi A4 et A5).
L'Audi A8 intègre par ailleurs les dernières techniques en matière d'éclairage dans les optiques de feux arrière, à savoir un éclairage par des LED et aussi des feux directionnels statiques. Les feux de recul ont également été revus pour devenir plus raffiné. Audi annonce, enfin, avoir travaillé sur l'insonorisation du véhicule.
La nouvelle Audi A8 offre surtout de nouveaux équipements : les systèmes de sécurité « Lane Assist », faisant vibrer le volant lorsque le conducteur change de file sans raison (pas de clignotant ou par cause d'endormissement), et le « Side Assist », qui signale la présence d’un véhicule dans l’angle mort sur le rétroviseur extérieur. Par ailleurs, l’insonorisation gagne en efficacité, tout comme le confort grâce à l’utilisation de nouvelles suspensions pneumatiques. L'Audi W12 améliore ses performances grâce à des freins en céramique de série.
Une nouvelle motorisation d’entrée de gamme, le V6 2,8 L FSI, fait son apparition. Développant 210 ch pour un 0 à 100 km/h effectué en 8 secondes et une vitesse maximale de 238 km/h, elle ne consomme que 8,3 litres au 100 km en mixte et émet 199 g de CO2 au kilomètre.

### A8 W12
L'A8 W12 développe la même puissance que la S8 mais son style extérieur est plus discret. Le moteur comporte douze cylindres disposés en W, à injection indirecte, moteur constitué de l'assemblage de deux moteurs VR6. Ces derniers sont reliés au même vilebrequin et séparés par un angle de 72°. Le moteur déploie 580 N m dès 3 500 tr/min et 450 ch à 6 000 tr/min (régime maxi de 6 200 tr/min) ce qui permet à l'Audi A8 W12 d'effectuer le 0 à 100 km/h en 5,1 s, le tout pour une consommation mixte de 13,6 litres aux 100 km.

### Au cinéma
- Dans le Transporteur 2 de Louis Leterrier, sorti en 2005, Frank Martin (Jason Statham) pilote une Audi A8 W12 Limousine noire modèle 2004 dont les commandes de type MMI (Multi Media Interface) se retrouvent, depuis 2010, en série sur la A8 D4[1].
- Dans la suite, le Transporteur 3 de Olivier Megaton sorti en 2008, le même Franck Martin tente d'échapper à la mort et à ses poursuivants au volant d'une Audi A8 W12 noire dotée d'une calandre d'Audi S8, de coques de rétroviseurs peintes en gris et de jantes exotiques.
- Pour Le Transporteur : Héritage, sorti en 2015, Franck Martin conduit une Audi A8 Limousine, noire Havane, modèle 2014.

## Audi A8 D4 (2010-2017)
La troisième génération de l'Audi A8 est sortie en 2010 et restylée en 2013.
En 2016, est lancée une version limousine de plus de six mètres nommée L Extented.

### Motorisations
Pour les moteurs essence, l'A8 reprend le V6 3 L TFSI (à compresseur) développant à présent 333 chevaux à 4 850-6 500 tr/min et dont le couple passe à 420 N m à 2 500-4 850 tr/min. Les rejets de CO2 (204 g/km sur l'A8 et 205 sur l'A8 L) et la consommation moyenne (8,8 litres/100 km sur l'A8 et l'A8 L) sont en baisse notamment grâce au système stop & start installé sur toutes les versions de l'A8.
On retrouve également un nouveau V8 4 L TFSI (biturbo), développant 420 ch et disposant de 600 N m de couple à un régime assez bas (débute à 1 500 tr/min), offrant une alternative entre les versions essences de départ et les moteurs les plus gros (W12 et V8 de la S8).
Côté Diesel on retrouve le V8 4,2 L TDI de 350 chevaux, 800 N m de couple et rejetant 195 g de CO2/km et 198 g/km sur A8 L. La consommation réelle sur ce modèle 4,2 TDI version 2010 D4 est extrêmement contestée par les premiers acheteurs belges, en effet alors que le réservoir contient toujours exactement 90 litres. L'autonomie de 1 050 km du modèle D3 4.2 TDI se trouve dorénavant réduite a environ 850 km sur le modèle 4.2 TDI D4 millésime 2010, ceci pour des parcours strictement identiques avec le même conducteur.[réf. nécessaire]
On retrouve aussi le V6 3 L TDI de 250 chevaux dont les rejets de CO2 passent à « seulement » 169 g/km (et 171 g/km sur l'A8 L). Une version Clean Diesel est aussi proposée au catalogue de même qu'un V6 TDI de 204 ch sans la transmission intégrale pour permettre une consommation et des rejets de CO2 moins importants.
Enfin, une excellente version hybride dotée du 2.0 TFSI à injection directe doté de la technique Valvelift - Variable Valve Control - développant la puissance de 211 chevaux couplé à un moteur électrique développant 54 chevaux et 210 N m de couple pour une puissance cumulée de 245 chevaux (de 4300 à 6700 tr/min) et un couple cumulé de 480 N m (de 1500 à 4200 tr/min). Les performances sont toujours présentes, le 0 à 100 km/h étant abattu en 6,7 s. Sa consommation mixte annoncée est de 6,3 litres aux 100 km et les rejets de 147 g de CO2/km.
Dans sa version longue (A8 L), un W12 FSI de 500 ch est proposé, rejetant entre 277 g de CO2/km et 219 g de CO2/km.
L'Audi A8 reçoit aussi désormais une version sportive nommée « S8 » qui accueille un V8 de 4 litres de cylindrée suralimenté par deux turbocompresseurs et qui développe 520 ch. Cette version dispose, comme les autres moteurs V8 de la gamme, du Cylinder on demand qui désactive quatre des huit cylindres du moteur lorsque celui-ci ne fonctionne qu'à charge partielle, permettant un gain de consommation. Ce tout nouveau V8 remplace l'ancienne version S8 et son V10 de 450 ch.

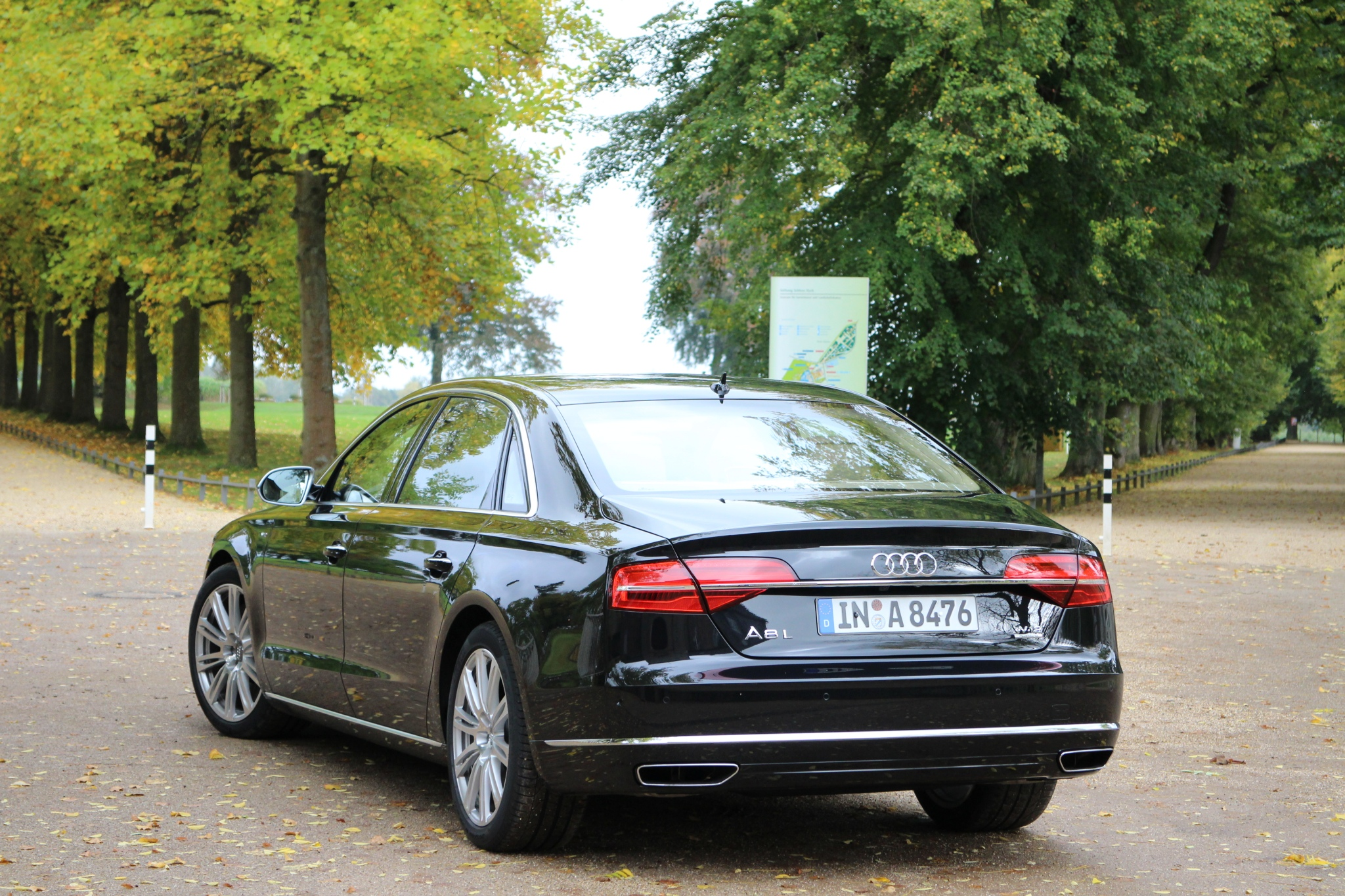
Audi A8 phase 2 (2013)

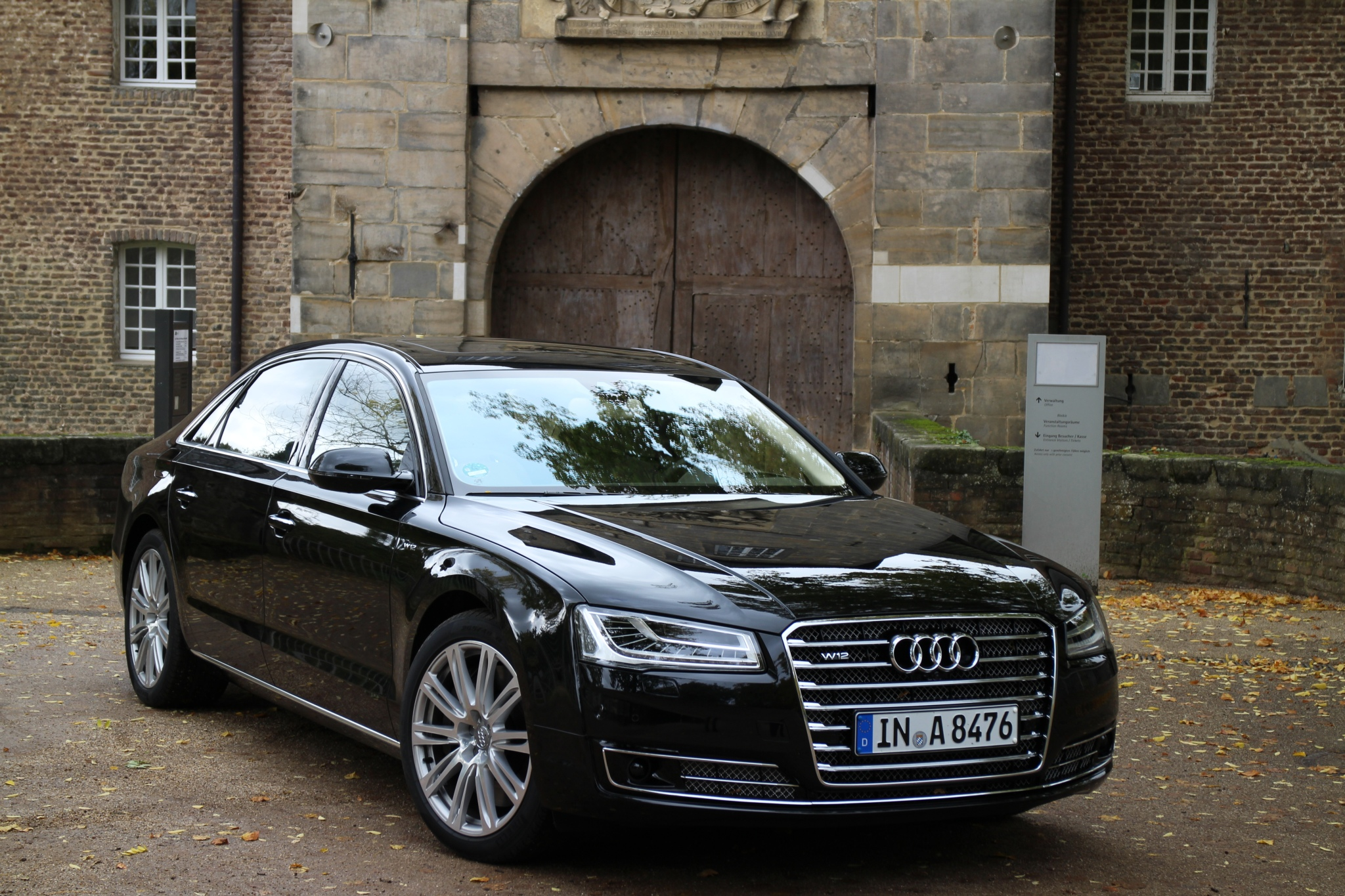
Audi A8 phase 2 (2013)

| Dénomination des moteurs | Dénomination des moteurs     | 3.0 TFSi V6                        | 4.0 V8 TFSi (S8)                   | 4.0 V8 TFSi (S8 Plus)              | 6.3 W12 FSi                        | 3.0 V6 TDI                         | 4.2 V8 TDI                         |
| ------------------------ | ---------------------------- | ---------------------------------- | ---------------------------------- | ---------------------------------- | ---------------------------------- | ---------------------------------- | ---------------------------------- |
| Moteur                   | Disposition                  | 6 cylindres en V                   | 8 cylindres en V                   | 8 cylindres en V                   | 12 cylindres en W                  | 6 cylindres en V                   | 8 cylindres en V                   |
| Moteur                   | Carburant                    | Essence                            | Essence                            | Essence                            | Essence                            | Diesel                             | Diesel                             |
| Moteur                   | Cylindrée                    | 2 995 cm3                          | 3 993 cm3                          | 3 993 cm3                          | 6 299 cm3                          | 2 967 cm3                          | 4 134 cm3                          |
| Moteur                   | Distribution                 | Chaîne                             | Chaîne                             | Chaîne                             | Chaîne                             | Chaîne                             | Chaîne                             |
| Moteur                   | Injection                    | Directe                            | Directe                            | Directe                            | Directe                            | Directe rampe commune              | Directe rampe commune              |
| Moteur                   | Suralimentation              | Compresseur                        | Bi-Turbo                           | Bi-Turbo                           | Atmosphérique                      | Turbo                              | Turbo                              |
| Performances             | Puissance                    | 290 ch (213 kW) à 4 850 tr/min     | 520 ch (382 kW) à 5 800 tr/min     | 605 ch (445 kW) à 6 100 tr/min     | 500 ch (368 kW) à 6 200 tr/min     | 262 ch (193 kW) à tr/min           | 385 ch (283 kW) à tr/min           |
| Performances             | Couple                       | 420 N m à 2 500 tr/min             | 650 N m à 1 700 tr/min             | 700 N m à 2 500 tr/min             | 625 N m à 4 750 tr/min             | 580 N m à tr/min                   | 850 N m à tr/min                   |
| Performances             | Accélération (0 à 100 km/h)  | 6,1 s                              | 4,1 s                              | 3,8 s                              | 4,6 s                              | 5,9 s                              | 4,7 s                              |
| Performances             | Vitesse maximale             | 250 km/h                           | 250 km/h                           | 250 km/h                           | 250 km/h                           | 250 km/h                           | 250 km/h                           |
| Transmission             | Boîte de vitesses            | Automatique 8 vitesses "Tiptronic" | Automatique 8 vitesses "Tiptronic" | Automatique 8 vitesses "Tiptronic" | Automatique 8 vitesses "Tiptronic" | Automatique 8 vitesses "Tiptronic" | Automatique 8 vitesses "Tiptronic" |
| Transmission             | Transmission                 | Transmission intégrale "Quattro"   | Transmission intégrale "Quattro"   | Transmission intégrale "Quattro"   | Transmission intégrale "Quattro"   | Transmission intégrale "Quattro"   | Transmission intégrale "Quattro"   |
| Consommation             | Conso. mixte (litres/100 km) | 8,8                                | 9,6                                | 10                                 | 11,2                               | 6                                  | 7,5                                |
| Consommation             | CO2 (g/km)                   | 204                                | 220                                | 231                                | 259                                | 157                                | 196                                |
| Poids (kg)               | Poids (kg)                   | 1830                               | 2065                               | 1945                               | 2150                               | 1955                               | 2115                               |

## Audi A8 D5 (2017-)
Présentée le 11 juillet 2017 lors du premier événementiel "Audi Summit" à Barcelone avant sa présentation officielle au Salon de l'automobile de Francfort 2017, l'Audi A8 quatrième génération est annoncée comme la plus technologique du marché, et de tous les temps par la marque aux anneaux. Elle est commercialisée à partir du 7 décembre 2017 et elle est la première voiture de série au monde à être développée pour une conduite hautement autonome de niveau 3 (sur 5). Par ailleurs, l'Audi A8 introduit de nouveaux feux arrière de type OLED ainsi que des phares avant laser.
De plus, l'apparition de ce nouveau modèle permet au constructeur d'introduire une nouvelle numérotation des moteurs de la marque, différente de l'ancienne. En effet, l'ancienne appellation reprenait la cylindrée et le carburant du moteur (ex : 3.0 TDI pour le moteur diesel de 3 litres de cylindrée). Maintenant, la nouvelle appellation reprendra la catégorie de puissance dans laquelle sera rangée le moteur désigné. Ces catégories seront numérotées de 30 (moteurs dont la puissance est comprise entre 81 et 96 kW) à 60 (moteurs dont la puissance est supérieure à 300 kW). En 2020 sort la nouvelle génération d'Audi s8. Dotée du V8 biturbo 4.0 TFSI, elle expédie le 0 à 100 en 3.8 secondes.

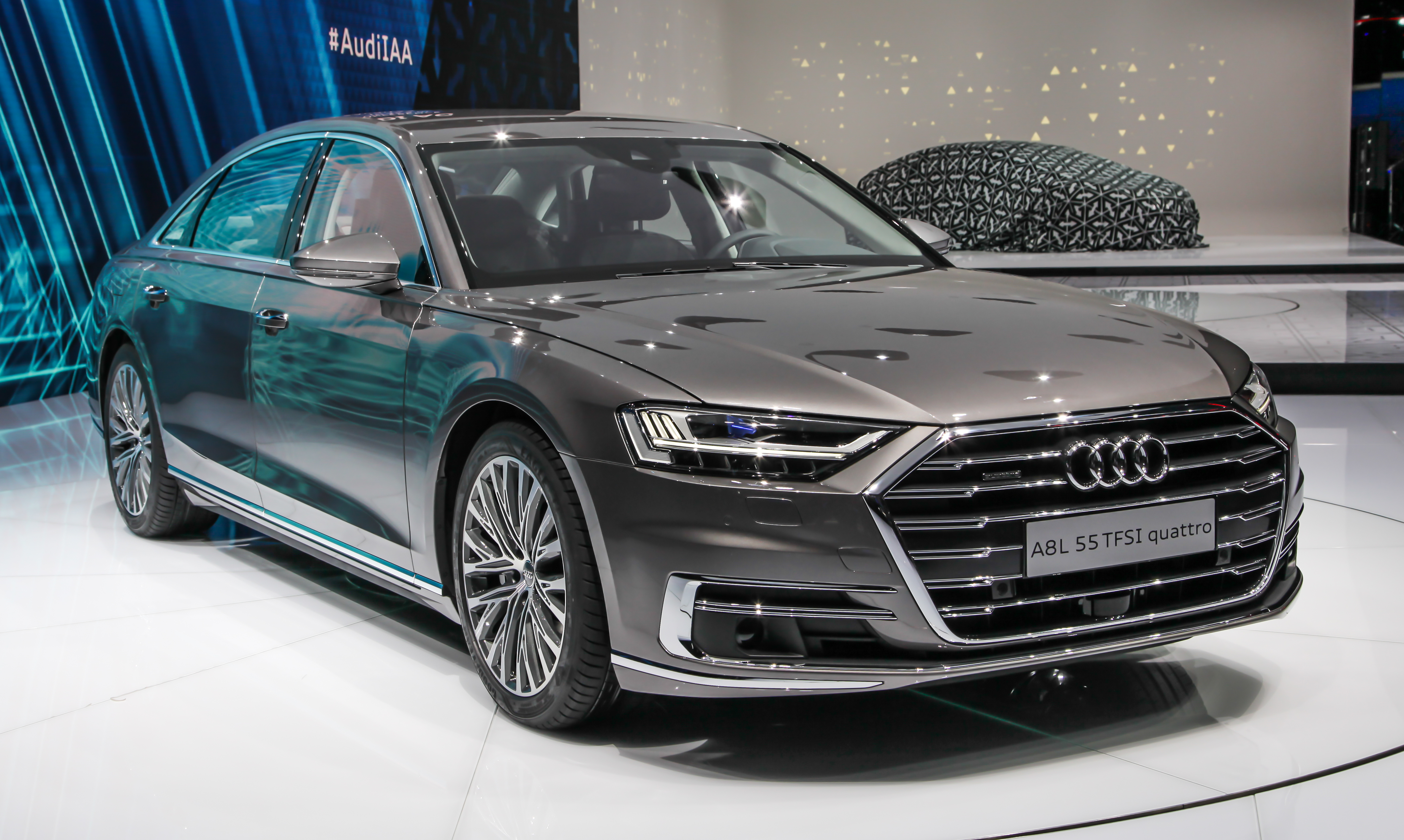
Vue avant de l'A8 D5
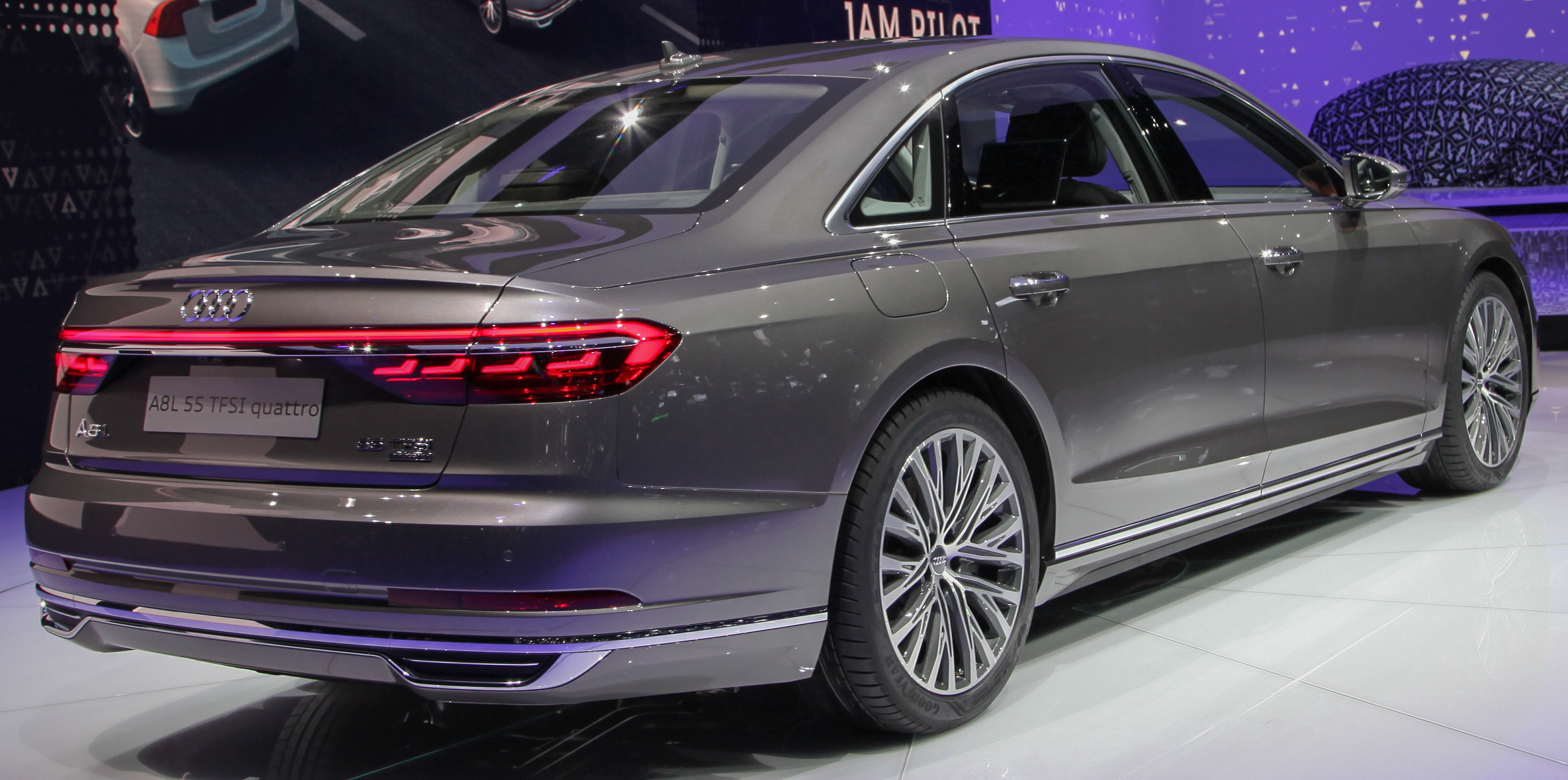
Vue arrière de l'A8 D5

### Phase 2
Le restylage de l'A8 est dévoilé le 2 novembre 2021. La calandre y est revue et abandonne les lignes métalliques caractéristiques de la marque aux anneaux. Les entrées d'air latérales de la face avant arborent elles un style plus agressif. Ainsi ce restylage dévoile un look sportif pour la limousine d'Audi.

### Motorisations
| (données juillet 2019)     | 55 TFSI                   | S8 TFSI                   | 60 TFSI                   | 50 TDI                          | 60 TDI                    | 60 TSI e quattro           |
| -------------------------- | ------------------------- | ------------------------- | ------------------------- | ------------------------------- | ------------------------- | -------------------------- |
| Moteur                     | 6-cylindres en V Bi-turbo | 8-cylindres en V Bi-turbo | 8-cylindres en V Bi-turbo | 6-cylindres en V Turbocompressé | 8-cylindres en V Bi-turbo | 6-cylindres en V Tiptronic |
| Cylindrée (cm3)            | 2995                      | 3996                      | 3993                      | 2967                            | 3956                      |                            |
| Puissance maximale ch (kW) | 340 (250)                 | 571 (420)                 | 460 (338)                 | 286 (210)                       | 435 (320)                 | 449 (330)                  |
| Couple maximal (N m)       | 500                       | 800                       | 600                       | 600                             | 900                       | 700                        |
| 0-100 km/h (s)             | 5,6                       | 3,8                       | 4,6                       | 5,9                             | 4,5                       | 4,9                        |
| Transmission               | Intégrale Quattro         | Intégrale Quattro         | Intégrale Quattro         | Intégrale Quattro               | Intégrale Quattro         |                            |
| Boîte de vitesses          | Tiptronic 8 vitesses      | Tiptronic 8 vitesses      | Tiptronic 8 vitesses      | Tiptronic 8 vitesses            | Tiptronic 8 vitesses      | Tiptronic 8 vitesses       |
| Consommation (L/100 km)    | 7,8                       | 11,7                      | 9,4                       | 5,8                             |                           | 2,7                        |
| Émissions de CO2 (g/km)    | 178                       | 265                       |                           | 152                             |                           | 54                         |
| Masse à vide (kg)          | 1995                      | 2305                      |                           | 2050                            |                           | 2375                       |

## Site de production
L'Audi A8 est produite en Allemagne sur le site de Neckarsulm, tout comme les Audi A6, A7 et R8.

## Production
| Années | Exemplaires |
| ------ | ----------- |
| 2001   | 11 708      |
| 2002   | 10 942      |
| 2003   | 21 748      |
| 2004   | 22 429      |
| 2005   | 21 509      |
| 2006   | 22 468      |
| 2007   | 22 182      |
| 2008   | 20 140      |
| 2009   | 8 599       |
| 2010   | 22 435      |
| 2011   | 38 542      |
| 2012   | 35 932      |
| 2013   | 39 757      |
| 2014   | 39 606      |
| 2015   | 27 077      |
| 2016   | 24 147      |
| 2017   | 15 854      |
| 2018   | ± 20 000    |
| 2019   | ± 15 000    |